# Nummer 1-hits in de Billboard Hot 100 in 1962
Deze hits stonden in 1962 op nummer 1 in de Billboard Hot 100.
| Datum        | Artiest                                   | Titel                                |
| ------------ | ----------------------------------------- | ------------------------------------ |
| 6 januari    | The Tokens                                | The lion sleeps tonight              |
| 13 januari   | Chubby Checker                            | The Twist                            |
| 20 januari   | Chubby Checker                            | The twist                            |
| 27 januari   | Joey Dee & the Starliters                 | Peppermint twist - part 1            |
| 3 februari   | Joey Dee & the Starliters                 | Peppermint twist - part 1            |
| 10 februari  | Joey Dee & the Starliters                 | Peppermint twist - part 1            |
| 17 februari  | Gene Chandler                             | Duke of Earl                         |
| 24 februari  | Gene Chandler                             | Duke of Earl                         |
| 3 maart      | Gene Chandler                             | Duke of Earl                         |
| 10 maart     | Bruce Channel                             | Hey! Baby                            |
| 17 maart     | Bruce Channel                             | Hey! Baby                            |
| 24 maart     | Bruce Channel                             | Hey! Baby                            |
| 31 maart     | Connie Francis                            | Don't break the heart that loves you |
| 7 april      | Shelley Fabares                           | Johnny angel                         |
| 14 april     | Shelley Fabares                           | Johnny angel                         |
| 21 april     | Elvis Presley                             | Good Luck Charm                      |
| 28 april     | Elvis Presley                             | Good luck charm                      |
| 5 mei        | The Shirelles                             | Soldier boy                          |
| 12 mei       | The Shirelles                             | Soldier boy                          |
| 19 mei       | The Shirelles                             | Soldier boy                          |
| 26 mei       | Acker Bilk                                | Stranger on the shore                |
| 2 juni       | Ray Charles                               | I can't stop loving you              |
| 9 juni       | Ray Charles                               | I can't stop loving you              |
| 16 juni      | Ray Charles                               | I can't stop loving you              |
| 23 juni      | Ray Charles                               | I can't stop loving you              |
| 30 juni      | Ray Charles                               | I can't stop loving you              |
| 7 juli       | David Rose & his Orchestra                | The stripper                         |
| 14 juli      | Bobby Vinton                              | Roses are red (my love)              |
| 21 juli      | Bobby Vinton                              | Roses are red (my love)              |
| 28 juli      | Bobby Vinton                              | Roses are red (my love)              |
| 4 augustus   | Bobby Vinton                              | Roses are red (my love)              |
| 11 augustus  | Neil Sedaka                               | Breaking up is hard to do            |
| 18 augustus  | Neil Sedaka                               | Breaking up is hard to do            |
| 25 augustus  | Little Eva                                | The Loco-motion                      |
| 1 september  | Tommy Roe                                 | Sheila                               |
| 8 september  | Tommy Roe                                 | Sheila                               |
| 15 september | The Four Seasons                          | Sherry                               |
| 22 september | The Four Seasons                          | Sherry                               |
| 29 september | The Four Seasons                          | Sherry                               |
| 6 oktober    | The Four Seasons                          | Sherry                               |
| 13 oktober   | The Four Seasons                          | Sherry                               |
| 20 oktober   | Bobby 'Boris' Pickett & the Crypt-Kickers | Monster mash                         |
| 27 oktober   | Bobby 'Boris' Pickett & the Crypt-Kickers | Monster mash                         |
| 3 november   | The Crystals                              | He's a rebel                         |
| 10 november  | The Crystals                              | He's a rebel                         |
| 17 november  | The Four Seasons                          | Big girls don't cry                  |
| 24 november  | The Four Seasons                          | Big girls don't cry                  |
| 1 december   | The Four Seasons                          | Big girls don't cry                  |
| 8 december   | The Four Seasons                          | Big girls don't cry                  |
| 15 december  | The Four Seasons                          | Big girls don't cry                  |
| 22 december  | The Tornados                              | Telstar                              |
| 29 december  | The Tornados                              | Telstar                              |

1940 ·
1941 · 
1942 ·
1943 ·
1944 ·
1945 ·
1946 ·
1947 ·
1948 ·
1949 ·
1950 ·
1951 ·
1952 ·
1953 ·
1954 ·
1955 ·
1956 ·
1957 ·
1958 ·
1959 ·
1960 ·
1961 ·
1962 ·
1963 ·
1964 ·
1965 ·
1966 ·
1967 ·
1968 ·
1969 ·
1970 ·
1971 ·
1972 ·
1973 ·
1974 ·
1975 ·
1976 ·
1977 ·
1978 ·
1979 ·
1980 ·
1981 ·
1982 ·
1983 ·
1984 ·
1985 ·
1986 ·
1987 ·
1988 ·
1989 ·
1990 ·
1991 ·
1992 ·
1993 ·
1994 ·
1995 ·
1996 ·
1997 ·
1998 ·
1999 ·
2000 ·
2001 ·
2002 ·
2003 ·
2004 ·
2005 ·
2006 ·
2007 ·
2008 ·
2009 ·
2010 ·
2011 ·
2012 ·
2013 ·
2014 ·
2015 ·
2016 ·
2017 ·
2018 ·
2019 ·
2020 ·
2021 ·
2022 ·
2023
- Duitsland
- Noorwegen
- Verenigd Koninkrijk
- Verenigde Staten (Hot 100)